# Силва Коста Фильо, Валсе да
Ва́лсе да Си́лва Ко́ста Фи́льо (порт.-браз. Walce da Silva Costa Filho; более известный, как Валсе порт.-браз. Walce род. 2 февраля 1999, Куяба) — бразильский футболист, защитник клуба «Ретро».

## Клубная карьера
Валсе — воспитанник клуба «Сан-Паулу». 5 мая 2019 года в матче против «Фламенго» он дебютировал в бразильской Серии A.

## Карьера в сборной
В 2019 году в составе молодёжной сборной Бразилии Валсе принял участие в чемпионате Южной Америки в Чили. На турнире он сыграл в матчах против команд Боливии, Уругвая, Эквадора, Аргентины, а также дважды Венесуэлы и Колумбии.